# ヒナノキンチャク
ヒナノキンチャク（雛の巾着、小扁豆、学名：Polygala tatarinowii Regel）は、マメ目ヒメハギ科ヒメハギ属に分類される一年草の1種。
和名は、小さくて可愛らしい果実の形態を巾着に見立てたことに由来する。

## 特徴
茎は基部から分岐し隆起線があり、高さは7-15 cmで無毛、全草でほとんど無毛。葉は薄く、1-2対の側脈があり、長さ1-3 cmで縁に鋸歯はなく、毛がある。卵円形または楕円形で、先が尖るものから丸いまのまであり、基部は急に細まり、葉柄は長さ2-8 mm。総状花序で、多数の花が茎および枝に頂生し、花軸とともに長さ8 cm。花は黄色がかった薄紫色で長さ約2 mm。側萼片は楕円形で花弁状、花弁は3個、下方の1個は先が房状。花期は7-10月。蒴果は片側につき、直径約3 mmの楕円形で翼はない。種子は黒色、長さ約1mmの楕円形、表面に微毛があり、先端に小型の仮種皮が付きアリにより散布される。

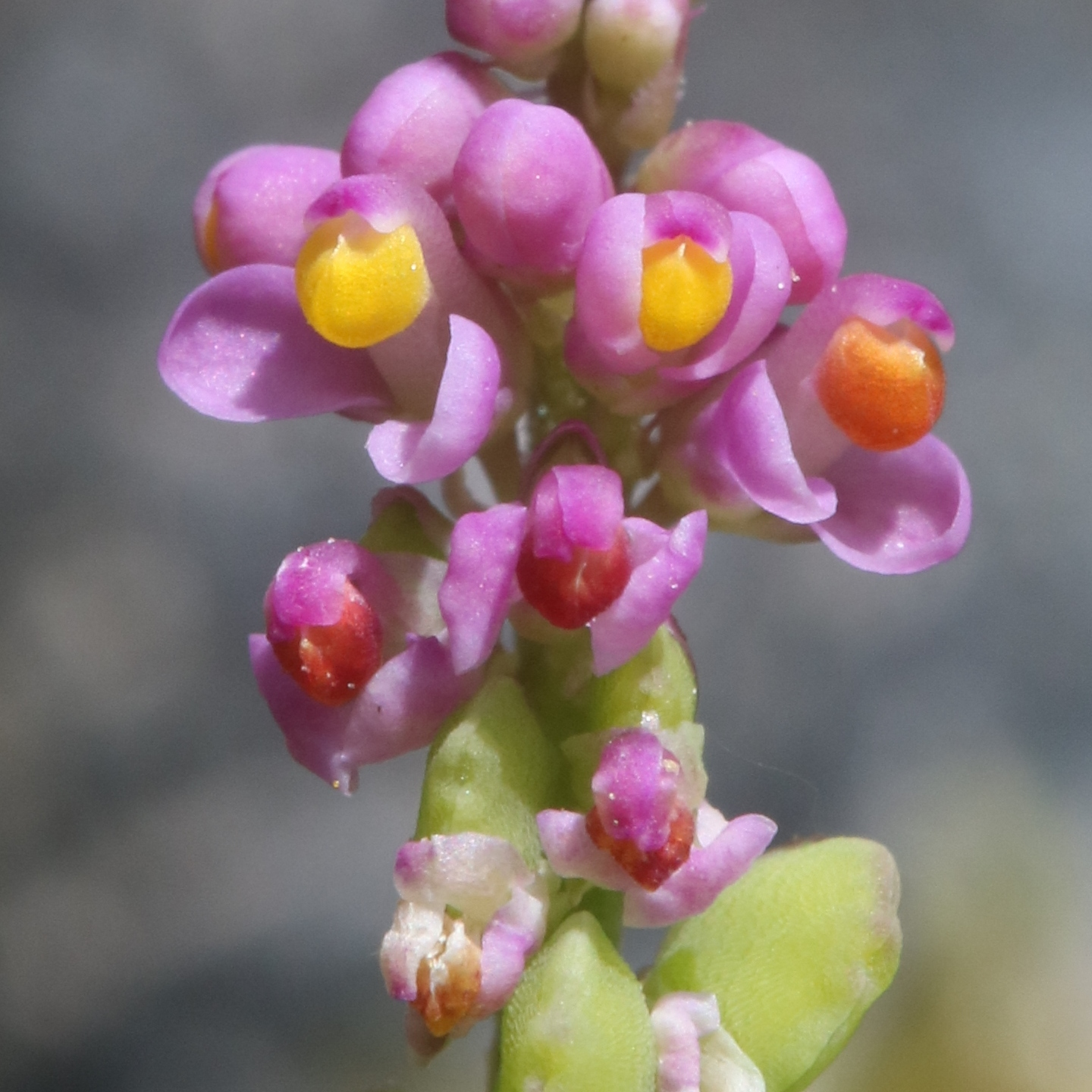
花弁は3個で、総状花序で多数の花を付ける
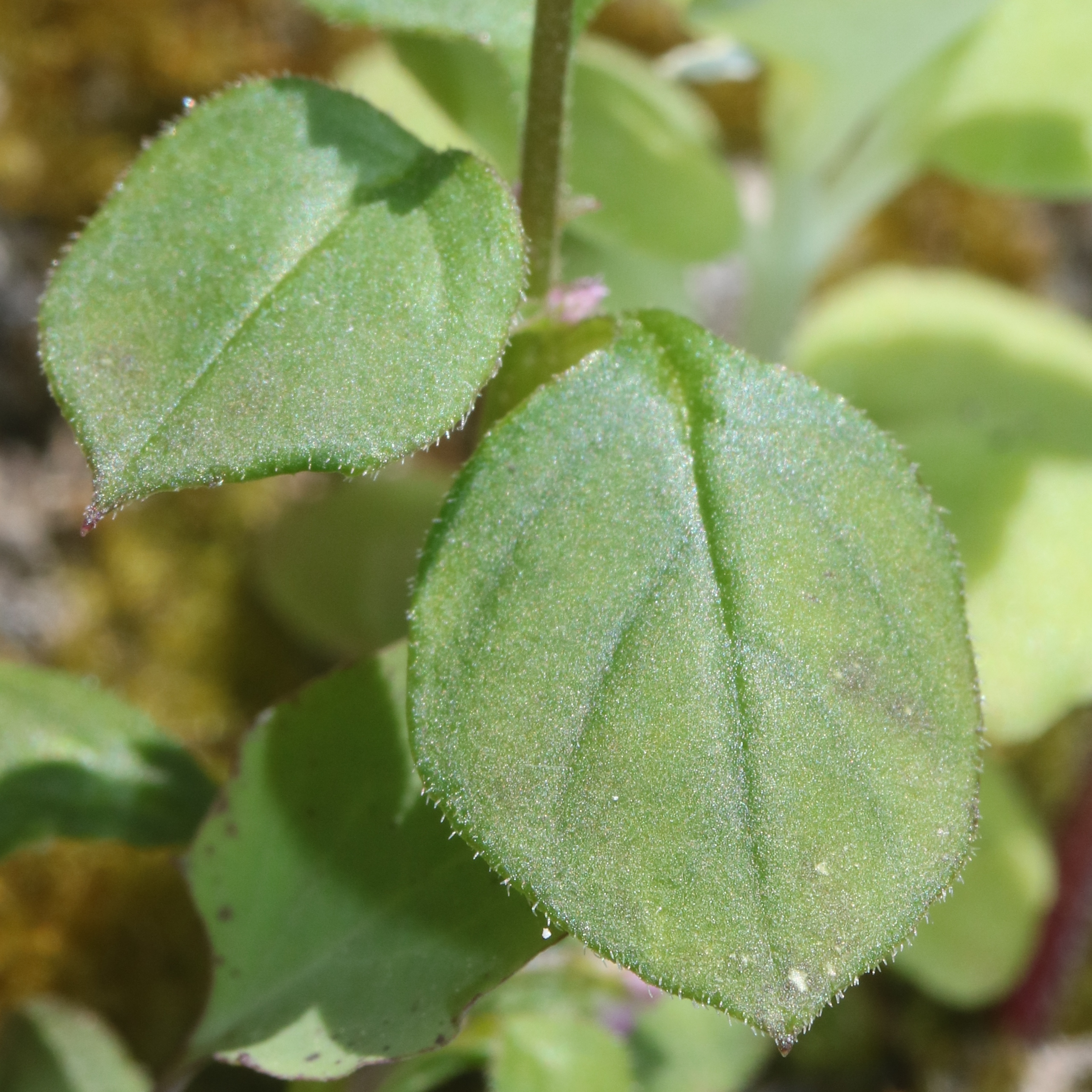
葉の縁に毛がある
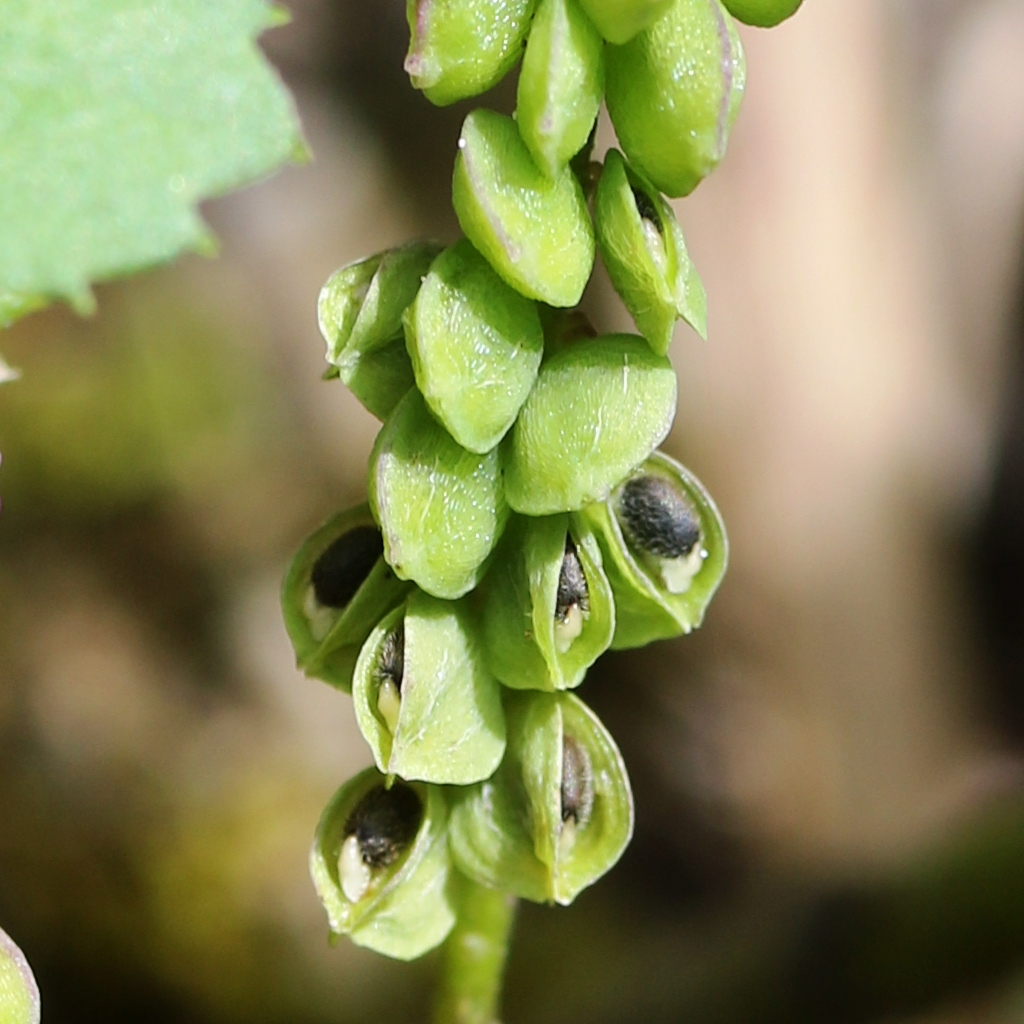
巾着に似た形態の楕円形の蒴果、黒色の種子の先端に小型の仮種皮が付く

## 分布と生育環境

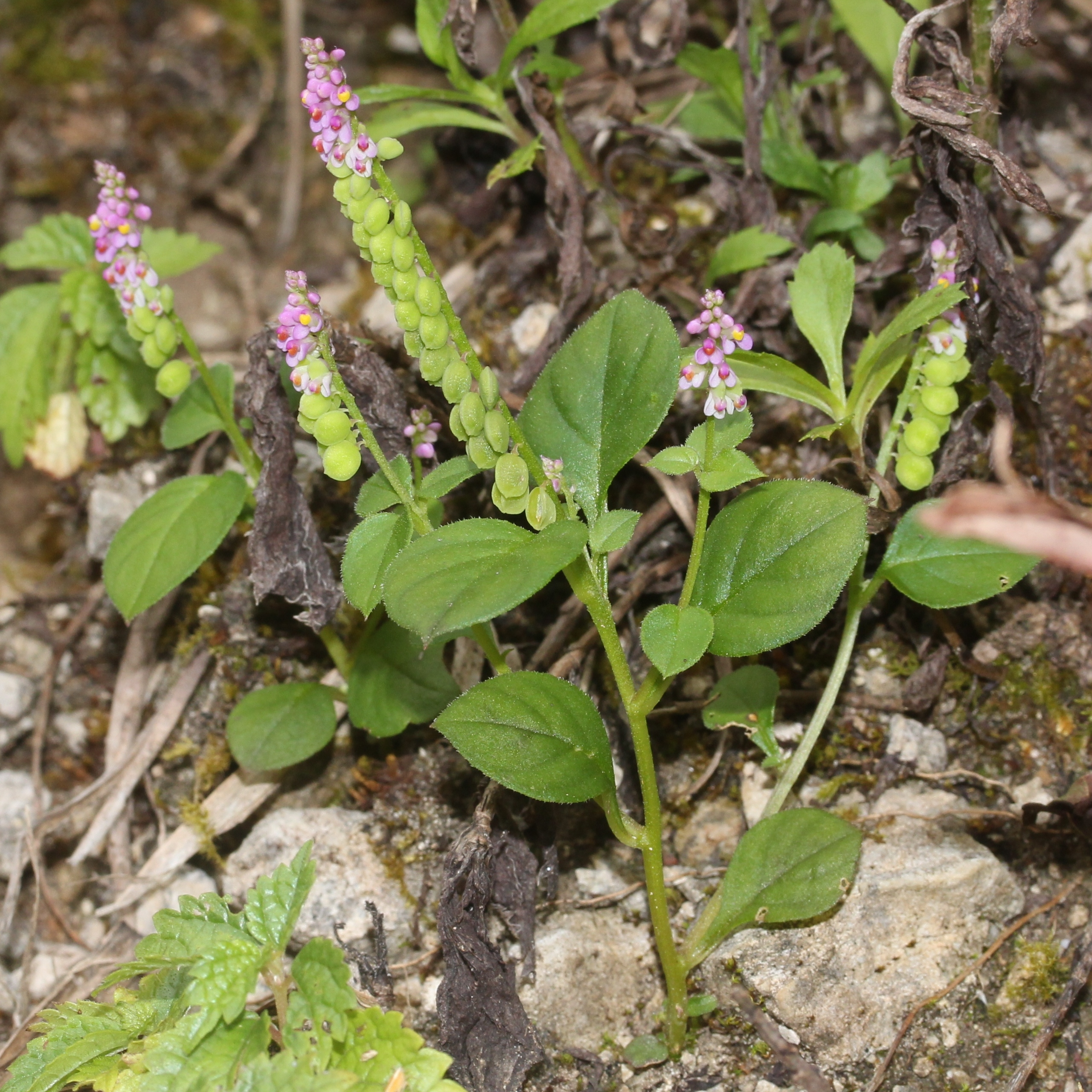
日当たりのよい山上の草地に生育するヒナノキンチャク

東アジア（中国、朝鮮半島、日本）、東南アジア、インド、ヒマラヤ、シベリア東部の暖帯から熱帯の地域に分布する。
日本では本州、四国、九州に分布する。福島県田村市滝根町のあぶくま洞では、2014年9月に総計1,000-2,000個体の大規模な個体群が確認されている。

山地の麓などの草地に生育する。花崗岩の地質でも生育が確認されているが、土壌が乏しい石灰岩地で安定した個体群が維持され易いと考えられている。

## 種の保全状況評価
日本では、環境省による第4次レッドリスト（絶滅のおそれのある野生生物の種のリスト）で、絶滅危惧IB類（EN）の指定を受けている。
絶滅危惧IB類 (EN)（環境省レッドリスト）
以下の多数の都道府県でレッドリストの指定を受けていて、絶滅が危惧されている種である。国立公園と国定公園の特別地域の指定種に選定されていて、その区域での採集が禁止されている。
- 絶滅（EX） - 栃木県[11]、群馬県[12]、東京都区部（東京都西多摩地区では絶滅危惧IA類）[13]、三重県[14]
- 絶滅危惧IA類（CR） - 茨城県[15]、埼玉県[16]、神奈川県[17]、山梨県[18]、長野県[19]、徳島県[20]、高知県[21]、福岡県[22]、宮崎県[23]
- Aランク - 岩手県[24]、千葉県[25]
- 絶滅危惧I類（CR+EN） - 福島県[6]、石川県[26]、岐阜県[27]、岡山県[28]、広島県[29]
- 絶滅危惧種 - 滋賀県[30]
- 絶滅危惧IB類（EN） - 静岡県[31]、山口県[32]、愛媛県[33]
- 情報不足（DD） - 鹿児島県[34]